# Chrysocharis minuta
Chrysocharis minuta är en stekelart som först beskrevs av Christer Hansson 1986.  Chrysocharis minuta ingår i släktet Chrysocharis och familjen finglanssteklar. Inga underarter finns listade i Catalogue of Life.